# Chiesa dei Santi Quirico e Giulitta (Termeno sulla Strada del Vino)
La chiesa dei Santi Quirico e Giulitta (in tedesco Pfarrkirche Tramin) a Termeno sulla Strada del Vino è la chiesa parrocchiale del paese.
L'edificio attuale è frutto di due fasi distinte: nel XIV secolo fu costruito il coro gotico con bella volta a nido d'ape a conclusione di una precedente chiesa romanica con tetto in travature di legno. Essa fu sostituita dall'attuale corpo neogotico a tre navate, progettato da Franz Mayr e realizzato nel 1911. Nel coro è un vasto ciclo di affreschi dell'inizio del Quattrocento con Storie dei Santi Quirico e Giulitta. All'altare maggiore la pala con La Madonna che appare ai Santi Quirico e Giulitta, di Martin Knoller.